# La Vespière
La Vespière (Ausspracheⓘ) ist eine ehemalige französische Gemeinde mit 933 Einwohnern (Stand: 1. Januar 2019), den Vesperois, im Département Calvados in der Region Normandie.
Am 1. Januar 2016 wurde La Vespière im Zuge einer Gebietsreform zusammen mit der benachbarten ehemaligen Gemeinde Friardel als Commune déléguée in die neue Commune nouvelle La Vespière-Friardel eingegliedert. La Vespière stellt dabei als „übergeordneter Ortsteil“ den Verwaltungssitz von La Vespière-Friardel dar.

## Geografie
La Vespière liegt im Pays d’Auge. Rund 20 Kilometer nordwestlich des Ortes befindet sich Lisieux. Das nordöstlich gelegene Bernay ist etwa 16 Kilometer entfernt. Der Orbiquet fließt westlich von La Vespière. Im Norden und Osten grenzt das Ortsgebiet an das Département Eure.

## Bevölkerungsentwicklung
| Jahr                             | 1793 | 1836 | 1876 | 1926 | 1946 | 1975 | 1990 | 2013 |
| Einwohner                        | 435  | 453  | 410  | 346  | 380  | 402  | 883  | 999  |
| Quelle: Cassini, EHESS und INSEE |      |      |      |      |      |      |      |      |

## Wappen
Beschreibung: In Blau drei goldene Wespen.

## Sehenswürdigkeiten
- Kirche Saint-Ouen
- Schloss La Vespière